# 泉合近海
泉合近海有限公司，簡稱泉合近海（英語：CH Offshore Limited，SGX：C13），在1976年由泉合控股有限公司分拆專門在拉丁美洲、澳洲、中东、印尼、其他等國家海事支援、液化氣體、海洋石油等工作。
由於不涉及公開發行新股，故此在2003年2月28日於新加坡交易所以介紹形式主板上市。總部位於388 Jalan Ahmad Ibrahim Singapore 629157。主席為Tan Pong Tyea，總裁為Koh Kok Leong（許國良）。

## 連結
- CHOffshore.com.sg （页面存档备份，存于）